# Konrad Meyer (Schriftsteller)
Konrad Meyer, auch Konrad Meier, Conrad Meyer, Johann Konrad Meyer (* 3. September 1824 in Winkel bei Bülach; † 31. März 1903 in Zürich), war ein Schweizer Versicherungsagent und Dichter in Mundart und Hochdeutsch. Sein Pseudonym war Julius Freimund.

## Leben

### Familie
Konrad Meyer war der älteste Sohn des Landwirts Bernhard Meyer und dessen Ehefrau Anna Barbara (geb. Meier).
Seit 1855 war er mit Maria Magdalena, die Tochter des Glockengiessers Jakob Keller aus Unterstrass, verheiratet; gemeinsam hatten sie zwei Töchter.
1862 erfolgte, mit der Ernennung zum Hauptagenten bei der Schweizerischen Mobiliar Versicherungsgesellschaft, der Umzug von Kloten nach Zürich an die Adresse Untern Zäune.

### Werdegang
Konrad Meyer besuchte von 1836 bis 1839 die Sekundarschule in Bülach und wurde anschliessend Kanzlist des dortigen Statthalters. Von 1948 bis 1959 war er Gemeindeschreiber, bevor er zum Gemeindepräsidenten von Bülach gewählt wurde; gleichzeitig versah er in dieser Zeit auch das Amt des Schreibers der Gemeinnützigen Gesellschaft in Bülach, des Sträflingsschutzvereins sowie des freiwilligen Armenvereins und war Sparkasseneinnehmer.
Von 1859 bis 1862 war er Bezirksrichter für den Bezirk Bülach. In dieser Zeit betrieb er die Bezirksagentur der Schweizerischen Mobiliar Versicherungsgesellschaft und war Mitglied der Gemeinde- und Bezirksschulpflege.
Er war von 1858 bis 1863 Redaktor des Republikanischen Kalenders.
Ab 1862 war er in Seebach bei Zürich bei der Schweizerischen Mobiliar Versicherungsgesellschaft als Hauptagent angestellt und wurde dort 1877 Inspektor für die Ostschweiz.
1898 trat er in den Ruhestand.

### Schriftstellerisches Wirken
Konrad Meyer wurde literarisch durch den Dichter Salomon Tobler angeregt.
Er veröffentlichte 1844 die von Johann Peter Hebel beeinflussten Gedichte in Schweizerischer Mundart, die anschliessend in drei weiteren Auflagen erschienen; die Schrift widmete er seinem Bülacher Sekundarlehrer Johann Jakob Staub. Weiterhin veröffentlichte er 1854 das Epos Die Jungfrau von Orleans, das er 1885 seinem Freund Conrad Ferdinand Meyer (1825–1898) mit einer handschriftlichen Widmung schenkte, dazu publizierte er verschiedene belehrende Schriften.
1848 traf er in Schaffhausen den Schriftsteller Charles Sealsfield; mit dem Schriftsteller Gottfried Keller stand er im Briefverkehr.
Sein literarischer Nachlass befindet sich in der Zentralbibliothek Zürich.

## Trivia
Konrad Meyer, der als Dialektdichter bekannt worden war, ersuchte einen anderen Konrad Meyer, der in den 1860er Jahren ebenfalls Gedichte erscheinen liess, nicht unter dem gleichen Namen zu publizieren, «… um Verwechslungen zu verhüten». Anschliessend nannte sich dieser – schliesslich sehr viel bekannter gewordene Autor – Conrad Ferdinand Meyer. Die beiden verband eine lebenslange Freundschaft.

## Schriften (Auswahl)
- Gedichte in Schweizerischer Mundart. Zürich: Friedrich Schultheß, 1844.
- Geistliche Lieder. Zürich: 1847.
- Jubellieder. Zürich, 1849.
- Traktätchen in Knittelversen. Zürich, 1853.
- Die Jungfrau von Orleans. 1854.
- Lieder der Armut. Zürich, 1856.
- Die Schulreise. Zürich, 1857.
- Regeln und Beispiele der Brandschadens-Ausmittlung bei Mobiliar-Versicherungen – eine Belehrung für Versicherte. Zürich, 1874.
- Kampfgespräch der Kirche mit dem Civilstande. Zürich, 1876.
- Bantlis Gespräch über den Weberhans: im Zürcher Dialekt: zum Besten der Winkelriedstiftung. Zürich, 1880.
- Kampfgespräch des Sonntags mit dem Werktag. Zürich, 1880.